# Комплекс з виробництва полівінілхлориду в Абадані
Комплекс з виробництва полівінілхлориду в Абадані — виробничий майданчик компанії Abadan Petrochemical у провінції Лурестан. Перше в історії іранської нафтохімічної промисловості завод, де організували виробництво етилену.
У 1969 році спільне підприємство Національної нафтової компанії (76 %) та американської B.F.Goodrich (24 %) запустило в Абадані виробництво полівінлхлориду потужністю 20 тисяч тонн на рік, з наступним доведенням цього показника у середині наступного десятиліття до 60 тисяч тонн (втім, до початку війни з Іраком фактичний показник так і не зміг перевищити 30 тисяч тон на рік). Комплекс включав і всі попередні технологічні переділи:
– установку виділення етилену із газів нафтопереробки сусіднього Абаданського НПЗ потужністю 26 тисяч тонн на рік;
– виробництво хлору;
– виробництво дихлоретану, який отримують шляхом реакції етилену з хлором;
– виробництво мономеру вінілхлориду (отримують дегідрогалогенізацією дихлоретану).
Розташований майже впритул до кордону з Іраком абаданський комплекс зазнав серйозних пошкоджень під час Ірано-іракської війни 1980—1988 років, на час якої припинив свою роботу. По завершенні бойових дій виробництво відновили, при цьому довелось повністю відбудовувати установку виробництва хлору, відновлення якої через пошкодження та корозію виявилось неможливим.
Станом на середину 2010-х на майданчику могли випускати вже 110 тисяч тонн полівінілхлориду. Крім того, Abadan Petrochemical продукує 30 тисячі тонн каустичної соди (співпродукт виробництва хлору) та 10 тисяч тонн додецилбензену.